# دی واچ
دی واچ (به هلندی: De Wacht) یک منطقهٔ مسکونی در هلند است که در بینن‌ماس واقع شده‌است.